# Universal Entertainment
Universal Entertainment Corporation est une entreprise japonaise qui exerce son activité dans le domaine de la fabrication et la commercialisation de pachinko, de machines à sous et d'autres produits de jeu ou jeu vidéo, basé à Tokyo et créée en décembre 1969,,,.

## Historique corporatif

Logo original d'Universal

En 1967, Kazuo Okada commence à travailler dans l'univers des jukebox. L'entreprise est née officiellement en décembre 1969 sous le nom Universal Lease Co., Ltd et l'activité était la location de jukebox, puis renommée Universal Co., Ltd en octobre 1971.
Une scission est opérée en juin 1973 ce qui permet à la division vente de l'entreprise de devenir indépendante sous le nom Universal Giken Co., Ltd. La filiale change de nom pour celui de Universal Sales Co., Ltd en mai 1975.
En décembre 1979, la division développement de Universal se sépare de la maison mère et devient indépendante sous le nom Universal Technos Co., Ltd.
En 1983, Une filiale américaine est créée à Las Vegas sous le nom Universal Distributing of Nevada Inc, et rentre dans l'univers des machines à sous aux États-Unis. Plusieurs filiales sont créées dans ce domaine dans le monde entier : 1986, Universal Australia PTY LTD ; 1992, Universal Distributing of Nevada, Inc. – South Africa PTY LTD, les bureaux de la holding sont établis au Japon.
En avril 1993, une fusion est opérée entre Universal Sales Co., Ltd absorbe Universal, l'entité prend le nom de Universal Sales.
En avril 1998, Universal Technos Co., Ltd absorbant Universal Sales Co., Ltd, fusionnent pour donner naissance à Aruze Corp..
En septembre 1998, Aruze Corp. est coté en bourse.
En 1999, Aruze USA Inc. est créé dans le Nevada, c'est l’entreprise qui sera propriétaire des parts de Wynn Resorts.
En avril 2000, l'entreprise absorbe Mizuho Manufacturing Co., Ltd et Electrocoin Japan Co., Ltd.,
En octobre 2000, Aruze rachète rachète Aruze USA Inc.
En novembre 2000, Aruze Corp. rachète les parts de Amusement Broadcasting Co., Ltd..
En septembre 2002, Aruze Corp. rachète 21 % des parts de Wynn Resorts.
En janvier 2005, Universal Distributing of Nevada, Inc. devient filiale de Aruze Corp..
En février 2005, Aruze Corp. rachète les division vente et fabrication de machines de divertissement d'Y’s Tech Co., Ltd.
En avril 2005, Universal Distributing of Nevada est renommé Aruze Gaming America, Inc., la filiale australienne Aruze Gaming Australia Pty Ltd. et la filiale sud-africaine Aruze Gaming Africa (Pty) Ltd..
En avril 2007, toutes les affaires concernant les machines à sous sont transférées à Aruze gaming. Le département gérant le site web téléphone mobile est séparé de l'entreprise et devient la filiale du groupe Aruze Media Net Inc..
En octobre 2007, les divisions recherche et développement et vente de pachislot et pachinko sont transférées aux filiales créés sous les noms Aruze Marketing Japan Corp. et Seven Works Corp.
En février 2008, la filiale Aruze Investment Co., Ltd est créée.
En août 2008, Aruze Corp. transfère une partie de son capital à Aruze Gaming America.
En février 2009, Aruze Marketing Japan Corp. et Aruze Global Trading Corp., Aruze Rental Service Corp. et Seven Works Corp. fusionnent dans Aruze Marketing Japan.
En mars 2009, Aruze Corp. transfère la totalité de ses parts restantes à Aruze Gaming America et en juin 2009, Aruze Corp. et Aruze Marketing Japan fusionnent sous le nom Aruze Corp..
Aruze Corp. change de nom pour celui de Universal Entertainment Corporation le 1er novembre 2009.
En 2010, Okada Holdings rachète 74,2 % des parts de l'entreprise. Trans Orbit Co., Ltd. (détenue à 98,7 % par Kazuo Okada) possède une petite partie des actions d'Universal Entertainment.
En octobre 2011, la filiale du groupe Aruze Media Net Inc.. est fusionnée dans Universal Entertainment.
Le 18 décembre 2013, Okada Holdings Limited (Hong Kong) annonce le rachat des parts d'Universal Entertainment que possède Okada Holdings LLC, mais la prise de contrôle est retardée en janvier puis en mars 2014 puis septembre 2014.

Logo d'Aruze

## Activité jeu vidéo

### Universal
Universal a notamment créé des jeux comme Mr. Do! en 1982 ou Lady Bug en 1980 ou Space Panic en 1980. Pariant sur le succès des jeux Laserdisc, Universal produit en 1984 Super Don Quix-ote sur un nouveau système d'arcade Laserdisc normalisé appelé Universal System 1. Un nouveau jeu était prévu tous les six mois sur Universal System 1 dont un jeu d'aventure basé sur la franchise Mr. Do!, mais Universal arrête de produire des jeux d'arcade en 1985.

### Liste de jeux vidéo Universal
- American Soccer (1987)
- B-29 (1977)
- Cheeky Mouse (1980)
- Computer-R3 (1978)
- Cosmic Alien (1980)
- Cosmic Avenger (1981)
- Cosmic Guerilla (1979)
- Cosmic Monsters 2 (1979)
- Cosmic Monsters Cocktail Table model (1979)
- Cosmic Monsters Upright model (1979)
- Devil Zone (1980)
- Do! Run Run (1984)
- Fantastic Voyage (1982)
- Galaxy Rescue (1980)
- Galaxy Wars (1979)
- Get A Way (1978)
- Get-A-Way (1979)
- Go! Go! Coaster (1983)
- Indoor Soccer (1985)
- Jumping Jack (1984)
- Kick Rider (1984)
- Lady Bug (1981)
- Limbo (1978)
- Magical Spot (1980)
- Magical Spot II (1980)
- Mr. Do! (1982)
- Mr. Do! vs. Unicorns (1982)
- Mr. Do's Castle (1983)
- Mr. Do's Wild Ride (1984)
- Mr. Gun-Man (1980)
- Mrs. Dynamite (1982)
- No Man's Land (1980)
- Scratch! Cocktail model (1977)
- Scratch! Upright model (1977)
- Shark Treasure (1978)
- Snap Jack (1982)
- Space Panic (1980)
- Space Raider (1982)
- Star Rub (1978)
- Super Don Quix-ote (1984)
- Super Pierrot (1987)
- Top Gear (1984)
- Zero Hour (1980)

### Aruze
Sous l’ère Aruze, l’entreprise rentre de nouveau dans le domaine de l'industrie vidéoludique. Elle commercialise quelques jeux en arcade via sa filiale Seta sur le système Aleck 64. Aruze publie aussi quelques jeu vidéo de type pachinko sur PlayStation. Aruze a également publié des jeux via sa filiale de développement de jeux vidéo Nautilus rachetée en 2000. Nautilus produits notamment la série des Shadow Hearts. Aruze cesse toute activité dans le domaine du jeu vidéo au moment où elle quitte le monde du jeu d'arcade en 2007.

### Liste de jeux vidéo édités par Aruze
| Titre                                         | Année | Développeur | Plateforme           |
| --------------------------------------------- | ----- | ----------- | -------------------- |
| Aleck Bordon Adventure: Tower & Shaft Advance | 2004  |             | Game Boy Advance     |
| Aoi Don: Hanabi no Kiwami & Hanabi no Takumi  |       | Aruze       | Nintendo DS          |
| Azteca                                        | 2000  |             | Neo-Geo Pocket Color |
| Cool 104 Joker & Setline                      | 2004  |             | Nintendo DS          |
| Donchan Puzzle Hanabi de Doon!                | 2003  |             | Arcade               |
| Donchan Puzzle Hanabi de Doon! Advance        | 2004  |             | Game Boy Advance     |
| Guts da!! Mori no Ishimatsu                   | 2005  |             | PlayStation 2        |
| Hanabi Hyakkei Advance                        | 2004  |             | Game Boy Advance     |
| Hi Pai Paradise                               | 2003  |             | Arcade               |
| Hi Pai Paradise 2: Onsen ni Ikou Yo!          | 2004  |             | Arcade               |
| Kurukuru Fever                                | 2002  |             | Arcade               |
| Marine Battle Arcade                          | 2002  |             | Arcade               |
| Pachi-Slot Aruze Oukoku                       | 1999  | Aruze       | PlayStation          |
| Pachi-Slot Aruze Oukoku 2                     | 1999  | Aruze       | PlayStation          |
| Pachi-Slot Aruze Oukoku 3                     | 2000  | Aruze       | PlayStation          |
| Pachi-Slot Aruze Oukoku 4                     | 2000  | Aruze       | PlayStation          |
| Pachi-Slot Aruze Oukoku 5                     | 2001  | Aruze       | PlayStation          |
| Pachi-Slot Aruze Oukoku 6                     | 2001  | Aruze       | PlayStation 2        |
| Pachi-Slot Aruze Oukoku 7                     | 2002  | Aruze       | PlayStation 2        |
| Pachi-Slot Aruze Oukoku 8                     | 2005  | Aruze       | PlayStation 2        |
| Pachi-Slot Aruze Oukoku Pocket: DH2           | 2001  | Aruze       | Neo-Geo Pocket Color |
| Pachi-Slot Aruze Oukoku Pocket: Hanabi        | 1999  | Aruze       | Neo-Geo Pocket Color |
| Pachi-Slot Aruze Oukoku Porcano 2             | 2000  | Aruze       | Neo-Geo Pocket Color |
| Pachisuro Aruze Ougoku Ohanabi                | 2000  | Aruze       | Neo-Geo Pocket Color |
| Shadow Hearts                                 | 2003  | Sacnoth     | PlayStation 2        |
| Shadow Hearts: Covenant                       | 2004  | Nautilus    | PlayStation 2        |
| Shadow Hearts: From the New World             | 2005  | Nautilus    | PlayStation 2        |
| Sorcerian Legend                              | 2005  |             | Arcade               |
| The Labyrinth of Daedalus                     | 2005  |             | Arcade               |
| The Way Of St. Sparrow                        | 2003  |             | Arcade               |
| Tower & Shaft                                 | 2003  |             | Arcade               |
| Type Tunes                                    | 2005  |             | Arcade               |
| Type Tunes: Chase the Music!                  | 2005  |             | Arcade               |
| VM Japan: Maboroshi Furan Senki               | 2005  |             | Arcade               |

### SNK
En 2000, Aruze rachète l'entreprise SNK Corporation qui est en difficulté financière. Depuis le rachat, Aruze fait peu d'efforts pour soutenir le jeu vidéo dans sa nouvelle filiale et n'injecte que très peu d'argent dans un groupe qui en a terriblement besoin. Le principal intérêt pour Aruze est de créer des pachinko sur les licences The King of Fighters et Metal Slug. Aruze décide à ce moment-là d'arrêter toute commercialisation des produits SNK à travers le monde et ferme sa filiale américaine. Les actionnaires d'Aruze qui avaient provoqué le rachat de la société SNK portent plainte contre Aruze et accusent la maison mère de la responsabilité de cette situation difficile et déficitaire. 
Le 1er novembre 2001, Aruze a announcé que sa filiare, SNK déposerait le bilan auprès du Tribunal de District d'Osaka le 30 octobre 2001 et que tous ses actifs étaient mis aux enchères,. Pendant le processus de dislocation de SNK, Aruze vend tous les droits des propriétés intellectuelles des jeux SNK comme The King of Fighters, Metal Slug et les autres franchises principalement à la société BrezzaSoft,.

## Universal Entertainment Athletic Club
Club d'athlétisme

## Le groupe
Pachinko, pachislot
- Universal Entertainment Corporation
- Macy Co., Ltd.
- Eleco Ltd.
- Mizuho Corp.
- ACROSS CORP.

Manille
- Universal Entertainment Hong Kong, Limited / Tiger Resort Leisure and Entertainment, Inc.
- EAGLE I LANDHOLDINGS, INC. / EAGLE II HOLDCO, INC.

Divers
- K.O. Dining Group
- Universal Entertainment Corporation
- Japan Amusement Broadcasting Corp.
- UE Tech, Inc.
- ARUZE USA, Inc.

### Autres filiales
- UPL : fondée en tant que filiale du groupe sous le nom  Universal Play Land ;
- Seta : Aruze Corp. ferme l'entreprise le 23 janvier 2009 ;
- SNK : rachat en 2000 de l'entreprise alors en difficultés financières, après cela, Aruze n'a pas fait une offre réussie pour tous les droits de l'ancien SNK et a été acquis par l'ancient Playmore ;
- Nautilus : Aruze Corp. Rachète Sacnoth en 2000, la renomme Nautilus et la dissout en 2007.
- Adores, Inc.
- NMK
- Sigma Game Inc.